# Hanen, der ikke ville gale
Hanen, der ikke ville gale er en dansk børnefilm fra 1950, der er instrueret af Kirsten Bundgaard og Nicolai Lichtenberg efter manuskript af førstnævnte.

## Handling
Menneskene på en bondegård sover en morgen over sig, fordi hanen ikke vil gale. Gårdens dyr bliver mere og mere bekymrede og rådvilde, de bliver ikke fordrede, og ingenting er, som det plejer at være. Til sidst galer hanen alligevel - af glæde over en kylling, der kommer ud af ægget; menneskene vågner, og livet går atter sin vante gang.